# Мешель, Зеэв
Зеэв Мешель (ивр. זאב משל‎; 1932, Тель-Авив — 14 декабря 2024, Гиватаим) — израильский археолог, профессор Тель-Авивского университета. Специалист по археологии пустынных регионов, в том числе Негева и Синая. Наиболее известен раскопками в Кунтиллет Аджруд и Йотвате, а также исследованиями религиозной жизни древнего Израиля.

## Биография
Зеэв Мешель родился в 1932 году в Тель-Авиве в семье Ады и Давида Мешель, еврейских иммигрантов из Пинска. Служил в армии, затем вступил в кибуц Мааян Барух. Изучал археологию в Еврейском университете в Иерусалиме, получил докторскую степень в Тель-Авивском университете, где в 1974 году под руководством Йоханана Аарони защитил диссертацию на тему истории Негева в период иудейской монархии.
Работал на кафедре археологии и культур Ближнего Востока Тель-Авивского университета, где преподавал и вёл исследования до выхода на пенсию. Скончался 14 декабря 2024 года в возрасте 92 лет.

## Археологическая деятельность
Зеэв Мешель посвятил свою карьеру археологическим исследованиям пустынь Израиля и Синая, исследуя древние системы управления водными ресурсами, пустынные крепости, караванные пути и сельскохозяйственные методы, раскрывая стойкость и изобретательность людей, которые процветали в этих сложных условиях. 
Он руководил несколькими крупными экспедициями:

### Кунтиллет Аджруд
В 1975–1976 годах возглавил раскопки в Кунтиллет Аджруд — фортифицированной станции VIII века до н. э. в северо-восточной части Синайского полуострова. Были обнаружены уникальные надписи с упоминанием «Яхве из Самарии» и «Яхве из Темана», а также ссылки на Ашеру, что вызвало широкие дискуссии о ранней израильской религии и её возможном синкретизме.

### Йотвата
В 1974–1980 годах проводил раскопки в районе оазиса Йотвата, где были найдены остатки поселения эпохи железного века, включая укрепления, башни и водосборные сооружения.

## Значение для науки
Работы Зеэва Мешеля значительно углубили знания о религии и жизни в периферийных районах древнего Израиля. Его открытия в Кунтиллет Аджруд поставили под сомнение традиционное представление о строгом монотеизме в ранний период иудейской истории.

## Научные труды
- Kuntillet Ajrud (Horvat Teman): An Iron Age II Religious Site on the Judah-Sinai Border. Israel Antiquities Authority Reports, 2012.
- Yotvata: The Ze'ev Meshel Excavations (1974–1980): The Iron I “Fortress” and Other Remains. Eisenbrauns, 2021.
- Sinai: Excavations and Studies. BAR International Series, 2000.